# Jeremy Briand
Jeremy Briand (1995) es un deportista canadiense que compite en triatlón. Ganó una medalla de oro en el Campeonato Panamericano de Triatlón de 2015 en la prueba de relevo mixto.

## Palmarés internacional
| Campeonato Panamericano | Campeonato Panamericano   | Campeonato Panamericano | Campeonato Panamericano |
| Año                     | Lugar                     | Medalla                 | Prueba                  |
| ----------------------- | ------------------------- | ----------------------- | ----------------------- |
| 2015                    | Sarasota (Estados Unidos) | Medalla de oro          | Relevo mixto            |